# تندة
قرية تندة هي إحدى القرى التابعة لمركز ملوى بمحافظة المنيا في جمهورية مصر العربية. حسب إحصاءات سنة 2006، بلغ إجمالي السكان في تندة 34551 نسمة، منهم 17390 رجلا و17161 امرأة.

## أعلام
- يعقوب